# Château de Montjuïc
Le château de Montjuïc est une ancienne forteresse militaire qui surplombe la ville de Barcelone depuis la montagne de Montjuïc à 170 mètres d'altitude.
Il est transformé en musée militaire après la guerre d'Espagne par le dictateur Franco.
Lieu historique de la répression franquiste à Barcelone, le château est en cours de transformation en centre international pour la paix.
Le célèbre Fossar de la Pedrera, lieu de l'assassinat du président Lluís Companys en 1940 pendant la Seconde Guerre mondiale, est situé en contrebas du château.

## Antécédents

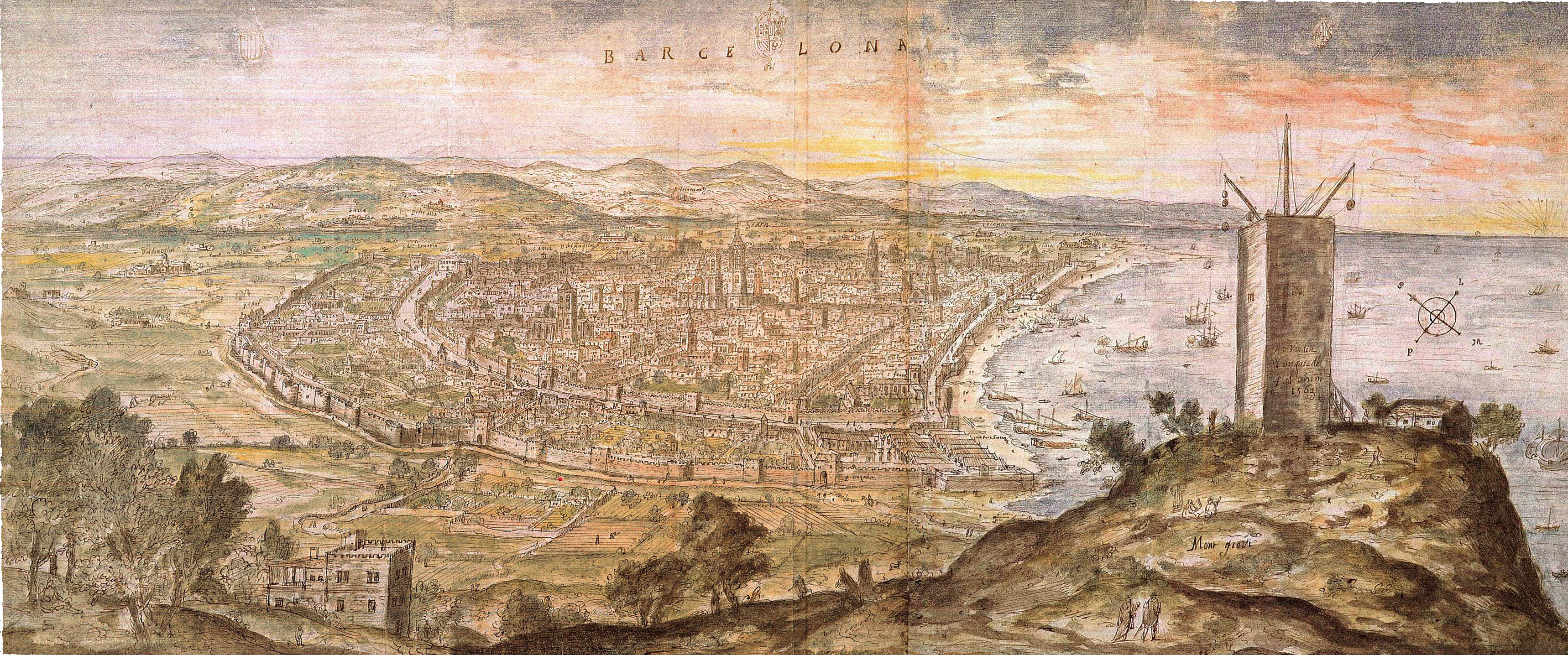
Tour à signaux de Montjuïc.

Une tour à signaux médiévale destinée à faire circuler une information était installée pour signaler les bateaux de guerre. Ce fut la première construction établie sur la cime sud ouest de Barcelone. Le lieu est appelé Mons Judaicus, le mont juif latin, deux origines de cette appellation prévalant : d'une part, il fut le site où la communauté juive de Barcelone donna sépulture aux siens, d'autre part par corruption du latin Mons Jovicus, montagne de Jupiter.

## Histoire
En 1640, durant la guerre des faucheurs, soulèvement catalan contre Philippe IV, une première fortification est construite en trente jours sur la colline de Montjuïc. C'est un quadrilatère de terre doté d'un revêtement de pierres. Cette construction temporaire va protéger de l'assaut des troupes de Castille de Pedro Fajardo de Zúñiga y Requesens, le 26 janvier 1641, lors de la bataille de Montjuïc.
Ce premier fortin devint, en 1652, propriété royale. En 1694, il est transformé en château. Il occupe toute la partie plane de la cime de la colline et est doté de 3 boulevards côté terre, et d'une ligne de protections face à la mer, le fort primitif ne constituant plus qu’un réduit à l’intérieur de la nouvelle enceinte.
Lors de la guerre de succession espagnole (1705-1714), le château tombe aux mains de Charles Mordaunt, Lord Peterborough le 17 septembre 1705. C'est l'un des facteurs qui explique le ralliement des Catalans à la cause de l'archiduc Charles d'Autriche.
Le château est récupéré lors du siège de Barcelone de 1706 par Philippe V d'Espagne, malgré la résistance d'Arthur Chichester, Lord Donegal qui résiste avec 700 casques rouges.
En 1751, l'ingénieur militaire Juan Martín Cermeño fut mandaté pour réaménager la place forte sur le modèle des citadelles en étoile de Vauban, ce qui s’est traduit notamment par le creusement d’un large fossé périphérique et la construction de structures défensives supplémentaires, ainsi que par la destruction de l’ancien fortin de terre et l’ajout de citernes. Il adopta ainsi l'apparence qu'il possède aujourd'hui. De nouveaux travaux furent ensuite entrepris entre 1779 et 1799, afin de permettre l’accueil d'une garnison deux fois plus importante. Des cuisines capables de nourrir 3 000 soldats furent ainsi aménagées et plus de 120 canons installés.
En 1808, il est occupé par les troupes françaises du colonel napoléonien Pietro Floresti.
Le 3 décembre 1842, le général Espartero bombarda la ville à partir du château de Monjuïc pour mater des révoltes populaires. De même en 1843, où la ville fut canonnée du 7 septembre au 10 novembre, faisant officiellement 335 morts, 354 blessés graves, voyant fuir 40 000 Barcelonais sans abri ou terrorisés. En 1856, sur ordre du Général Zapatero, au surnom évocateur de Tigre de Barcelone, celle-ci est de nouveau prise sous le feu des batteries de Montjuïc, de la Ciutadella et des Drassanes. Cette fois, la répression d'un soulèvement dû au coup d'État ayant expulsé les progressistes du gouvernement fit plus de 400 morts et des dégâts matériels importants. De 1893 à 1922, les attentats, révoltes et troubles que vécut la ville seront suivis d'emprisonnements massifs, de détentions arbitraires et d'exécutions sommaires ayant pour environnement la citadelle et ses environs, ce qui fit naître dans la population civile une grande défiance vis-à-vis de ce « château maudit », perdurant quasiment jusqu'à la période contemporaine.
Joseph Kessel écrivit à propos du château de Montjuïc : « cette forteresse est à Barcelone ce que la Bastille était à Paris… ». Des Républicains fédéraux, des anarchistes, des syndicalistes, des intellectuels, des phalangistes, des insoumis et des dissidents antifascistes y vécurent des détentions plus ou moins longues et subirent des exécutions dans cette forteresse. Ainsi, lors des agitations ouvrières qui font écho à la Commune de Paris, des leaders du mouvement social sont emprisonnés comme Gaspar Sentiñón, directeur du journal La Federacion, ou Climent Bové, président de la Fédération des Trois Classes de Vapeur.
Lors de la guerre civile, il fut utilisé comme prison militaire et politique, théâtre de procès et exécutions dont une est marquée du signe de l'infamie : arrêté à La Baule-Escoublac par la police allemande, en France occupée le 13 août 1940, le Président de la Generalitat de Catalunya, Lluis Companys est transféré à Madrid puis à Montjuïc, où après un conseil de guerre des plus sommaires, il fut condamné à mort et fusillé le 15 octobre dans le fossé de la courtine de Santa Eulàlia. Un mausolée érigé à l'endroit même à sa mémoire rappelle ce lieu de souffrance au Fossar de la Pedrera, haut lieu de mémoire.
À noter que le château de Montjuïc fut également le lieu d'exécution des généraux Manuel Goded et Álvaro Fernández Burriel par les autorités républicaines le 12 août 1936.
Le château fut alors transformé en prison militaire par les forces franquistes jusqu’en 1960. Cédé partiellement le 6 mai 1960 à la ville de Barcelone avec tutelle de l'armée de terre, il se vit affecté en 1963 en musée militaire inauguré par le dictateur Francisco Franco.
À la suite de la cession intégrale du lieu à la ville de Barcelone en 2007, un réaménagement a été initié qui a conduit à la suppression d’une statue équestre de Franco en 2008 qui se situait sur la Place d'Armes, la fermeture du musée militaire en 2009 et à une nouvelle orientation du lieu comme Centre international pour la Paix.
Le site présente aujourd'hui une partie de ses batteries, en bon état de conservation : quatre pièces d'artillerie côtière de 152 millimètres type Vickers tournées vers la mer et le port, et quatre obusiers de 305 millimètres type De Bange orientés vers les accès au fort et la ville.

## Accès au château en transport public
- Téléphérique du port de Barcelone, via la Tour Jaume I et la Torre Sant Sebastià, depuis La Barceloneta.
- Téléphérique de Montjuïc, via la station Paral.lel, ligne 2 du métro de Barcelone, depuis le quartier de Poble-sec, dans le district de Sants-Montjuïc[12].

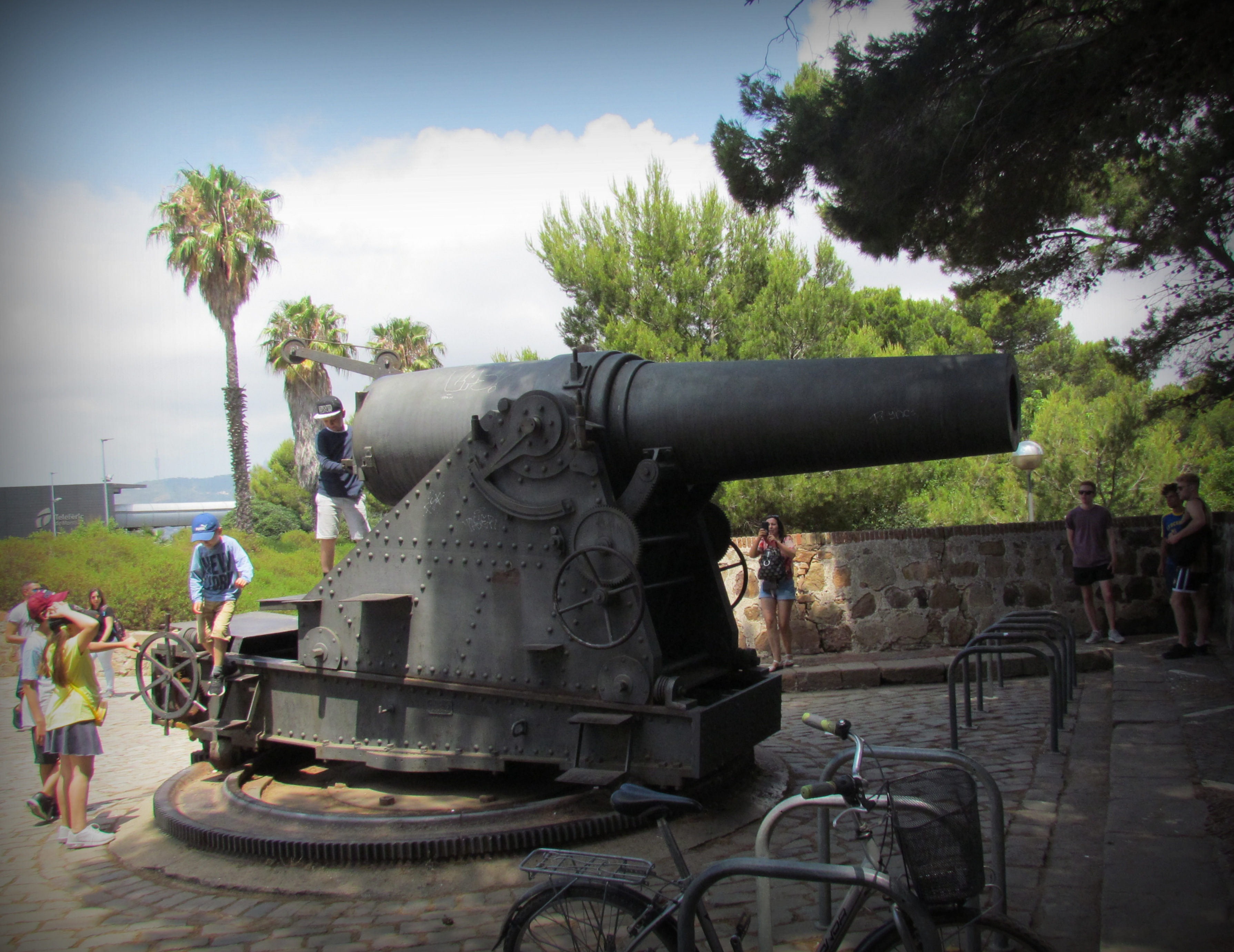
Un des canons du château.